# Вале (Харгита)
Вале (рум. Vale) насеље је у Румунији у округу Харгита у општини Топлица. Oпштина се налази на надморској висини од 692 m.

## Становништво
Према подацима из 2002. године у насељу је живело 1508 становника.

### Попис2002.
| Расподела становништва по националности 2002.‍ | Расподела становништва по националности 2002.‍ | Расподела становништва по националности 2002.‍ | Расподела становништва по националности 2002.‍ | Расподела становништва по националности 2002.‍ |
| --------------------------------------------- | --------------------------------------------- | --------------------------------------------- | --------------------------------------------- | --------------------------------------------- |
|                                               |                                               |                                               |                                               |                                               |
| Румуни                                        | Румуни                                        |                                               | 1.339                                         | 88,8%                                         |
| Мађари                                        | Мађари                                        |                                               | 149                                           | 9,9%                                          |
| Роми                                          | Роми                                          |                                               | 20                                            | 1,3%                                          |